# Frei Verwendungsstelle
Bei der Frankatur frei Verwendungsstelle wird das erworbene Gut bzw. die bestellte Ware vom Anlieferer an dem vom Käufer bestimmten Ort der Nutzung übergeben. Einige Beispiele: Die Couch in der 5. Etage im Wohnzimmer, die Tischtennisplatte im Gartenhäuschen oder den Billardtisch im Hobbykeller. Dabei trägt der Verkäufer das Risiko bis zum Transportunternehmen und sämtliche Versandkosten bis zum endgültigen Einsatzort der Ware.
Die meisten Logistikdienstleister bieten im Bereich der Privatkundenlogistik zusätzliche Final-Mile-Services wie Verpackungsrücknahme oder Möbelmontage.